# Bilal (Sänger)
Bilal (* 23. August 1979 in Philadelphia, Pennsylvania, als Bilal Sayeed Oliver) ist ein US-amerikanischer Soulsänger und Songwriter. Bekannt wurde er vor allem durch die Beteiligung an der Neo-Soul-Bewegung und seine Zusammenarbeit mit dem Rapper Common.

## Musikalischer Werdegang
Bilal begann seine musikalische Karriere nach dem Collegeabschluss als Jazzsänger in kleineren Clubs und bekam eine professionelle Gesangsausbildung am Mannes Music Conservatory in New York. Neben Jazz- und Big-Band-Stücken sang er dort auch Opernarien. 1995 wurde er von den Betreibern des Plattenlabels Moyo Music entdeckt und unter Vertrag genommen. Er zog nach Brooklyn, wo wiederum Erykah Badu auf ihn aufmerksam wurde. Er arbeitete daraufhin an ihrem Album Mama’s Gun mit und wurde Mitglied des Neo-Soul-Zusammenschlusses Soulquarians, dem neben Badu unter anderem auch Questlove, D’Angelo, J Dilla und Common angehör(t)en. D’Angelo begleitete er auf Tour als Backgroundsänger.
Bilal veröffentlichte 2001 sein Debütalbum 1st Born Second, das sich auf Rang 31 der Billboard 200 platzieren konnte und von den Kritikern fast einstimmig gelobt wurde („one of the most significant debuts in black pop during the past 25 years“ - PopMatters). Es wurde unter anderem von den Soulquarians, Raphael Saadiq und Dr. Dre produziert. Die Single Soul Sista erreichte Platz 71 der Billboard Hot 100. Der Name des Albums leitet sich ab von Bilals Selbstverständnis als Vertreter der zweiten Generation der Neo-Soul-Bewegung, die durch Künstler wie The Roots und D’Angelo begründet wurde:
„First born prodigal son of the second generation of contemporary soul stirrers“
2006 sollte der Nachfolger Love for Sale erscheinen. Da das Album vorab geleakt wurde und Bilals Label Interscope Records schlechte Verkaufszahlen befürchtete, wurde das Album, obwohl hoch gelobt, bis heute nicht offiziell veröffentlicht. Er unterzeichnete einen Plattenvertrag mit PlugResearch, über welches 2010 auch das zweite offizielle Album Airtigh’s Revenge veröffentlicht wurde. Bei den Grammy Awards 2010 wurde All Matter von Robert Glasper zusammen mit Bilal für den Grammy Award for Best Urban/Alternative Performance nominiert, im Folgejahr folgte eine Nominierung in der gleichen Kategorie für seinen Song Little One.
Abgesehen der Soulquarians arbeitete Bilal unter anderem mit Guru, Jay-Z, Max Herre, Robert Glasper (Mood), The Game sowie Beyoncé und Solange Knowles zusammen. Anlässlich Prince’ Tod im April 2016 fand am 13. Oktober 2016 im Xcel Energy Center in Saint Paul (US-Bundesstaat Minnesota) ein Tribute-Abend zu Ehren des Musikers statt, an dem unter anderem auch Bilal auftrat. Zudem wirkte er im Jahr 2016 als Gastsänger bei Live-Konzerten von The Revolution mit, Prince’ ehemaliger Begleitband. Das Lied These Walls, das Bilal als Feature für Kendrick Lamar zusammen mit Anna Wise & Thundercat unterstützte, erhielt bei den Grammy Awards 2016 einen Grammy in der Kategorie Best Rap/Sung Performance.

## Diskografie

### Alben
- 2001: 1st Born Second
- 2008: The Dresden Soul Symphony (Live-Album)
- 2010: Airtight’s Revenge
- 2013: A Love Surreal
- 2015: In Another Life

### Singles
- 2001: Fast Lane (feat. Jadakiss und Dr. Dre)
- 2001: Love It
- 2001: Soul Sista
- 2015: Resurrection Morning (feat. Ghostface Killah und Raekwon) auf Juice CD No 130
- 2015: These Walls (Kendrick Lamar feat. Bilal, Anna Wise & Thundercat)

### Gastbeiträge
- 2016: Congratulations (Mac Miller feat. Bilal; UK: Silber, US: Platin)[8]

## Künstlerauszeichnungen
- Grammy Awards
  - 2016: in der Kategorie Best Rap/Sung Performance für „These Walls“ (Kendrick Lamar feat. Bilal, Anna Wise & Thundercat)